# Bandera de Fuentepiñel
La bandera de Fuentepiñel es el símbolo más importante de Fuentepiñel, municipio de la provincia de Segovia, comunidad autónoma de Castilla y León, en España. 

## Descripción
La bandera de Fuentepiñel fue oficializada el 30 de mayo de 2001, y su descripción heráldica es:

«Bandera rectangular de proporciones 2:3, formada por dos franjas verticales en proporciones 1/3 y 2/3 siendo blanca con el escudo heráldico al asta y azul al batiente.»
Boletín Oficial de Castilla y León nº 113/2001